# Requiem à la mémoire de Louis XVI

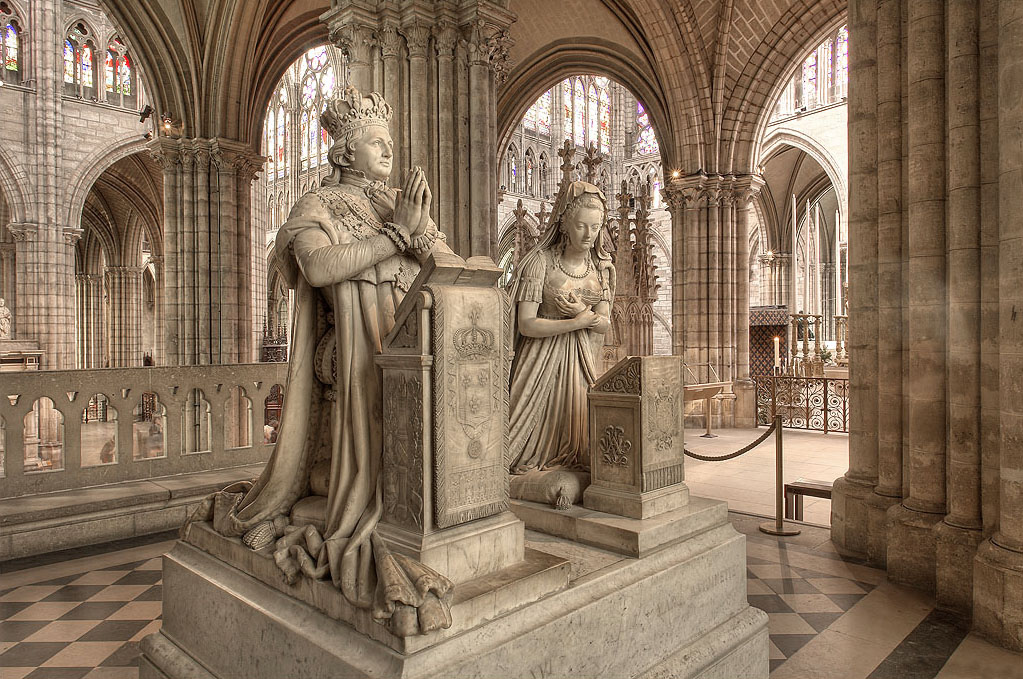
Monuments funéraires à la mémoire de Louis XVI et de Marie-Antoinette (basilique Saint-Denis).

Le Requiem à la mémoire de Louis XVI est une messe de Requiem composée par Sigismond von Neukomm en 1813-1815 pour une cérémonie en l'honneur de Louis XVI, organisée lors du congrès de Vienne.

## Histoire
Le Requiem à la mémoire de Louis XVI est commandé en 1813 par Talleyrand — passé au service de Louis XVIII —, au compositeur autrichien Sigismond von Neukomm, afin qu'il soit joué en hommage à Louis XVI lors du congrès de Vienne. 
Le requiem est ainsi donné le 21 janvier 1815 en la cathédrale Saint-Étienne, en présence de tous les rois et diplomates réunis pour penser la reconstruction de l'Europe, après les dégâts commis par la Révolution française et l'Empire napoléonien. Dans ses mémoires, Neukomm écrit : « j'avais un chœur composé de plus de 300 chanteurs, et cet ouvrage a été exécuté dans une grande perfection. Les deux chœurs étaient conduits, l'un par mon ami Salieri et l'autre par moi-même. Cet ouvrage a été composé à Paris en avril 1813 et fini le 15 janvier 1815 ». 
En 2016, le chef d'orchestre Jean-Claude Malgoire fait « renaître » l'œuvre, grâce à une reconstitution de Vincent Boyer, d'après des fac-similés conservés à la Bibliothèque nationale de France. L'œuvre fait par ailleurs partie des morceaux traditionnellement joués en mémoire de Louis XVI chaque 21 janvier, avec le requiem en do mineur de Cherubini et la messe funèbre de Plantade.

## Mouvements et orchestration
Cette messe de Requiem est composée de sept mouvements :
1. Introit
2. Dies iræ
3. Offertorium
4. Sanctus
5. Benedictus
6. Agnus Dei
7. Libera Me

Selon le manuscrit de 1813, Neukomm proposait que le requiem soit exécuté par deux chœurs mixtes, soit un premier chœur de quatre solistes « à condition qu'ils aient une bonne et forte voix » et un chœur mixte. Il a écrit aussi pour cette œuvre une partition d'orchestre assez importante. Il était alors d'usage pour les cérémonies de « pompes funèbres » de compléter celles-ci par deux psaumes De Profundis et Miserere. 